# 용구대로
용구대로(龍駒大路)는 경기도 용인시 처인구 남사읍 남사진위 나들목과 경기도 성남시 분당구 농수산물센터사거리를 잇는 경기도의 도로이다.

## 역사
- 2009년 7월 10일 : 2개 이상 시·도에 걸쳐 있는 도로로 용구대로를 고시[1]
- 2018년 3월 5일 : 남사 ~ 동탄간 도로 개설에 따라 도로구간 기점을 용인시 기흥구 고매동에서 용인시 처인구 남사읍 봉명리 (남사진위 나들목)까지 연장함. 이에 따라 총 연장이 14.4km에서 27.47km로로 증가[2]

## 주요 경유지
경기도
- 용인시 처인구 남사읍 - 화성시 (장지동 · 산척동 · 신동 · 목동 · 중동) - 용인시 (기흥구 - 수지구) - 성남시 분당구

## 노선
| 이름                       | 접속 노선                                           | 소재지                                           | 소재지                                            | 비고                                                       |
| -------------------------- | --------------------------------------------------- | ------------------------------------------------ | ------------------------------------------------- | ---------------------------------------------------------- |
| 남사진위 나들목            | 1호선 경부고속도로                                  | 용인시                                           | 처인구 남사읍                                     |                                                            |
| 외동천2 교차로             | 국가지원지방도 제23호선 지방도 제310호선 (천덕산로) | 용인시                                           | 처인구 남사읍                                     | 국가지원지방도 제23호선 구간                               |
| 동막 교차로                | 서촌로                                              | 용인시                                           | 처인구 남사읍                                     | 국가지원지방도 제23호선 구간                               |
| 장지 교차로                | 국가지원지방도 제82호선 (경기동로)                  | 화성시                                           | 동탄동                                            | 국가지원지방도 제23호선 구간                               |
| 산척지히차도               |                                                     | 화성시                                           | 동탄동                                            | 국가지원지방도 제23호선 구간                               |
| 신리 교차로 (신리지하차도) | 동탄산척로                                          | 화성시                                           | 동탄동                                            | 국가지원지방도 제23호선 구간                               |
| 신리교                     |                                                     | 화성시                                           | 동탄동                                            | 국가지원지방도 제23호선 구간                               |
| 중리터널                   |                                                     | 화성시                                           | 동탄동                                            | 국가지원지방도 제23호선 구간 상행 연장 650m 하행 연장 600m |
| 무봉교                     |                                                     | 화성시                                           | 동탄동                                            | 국가지원지방도 제23호선 구간                               |
| 중리 교차로                | 국가지원지방도 제84호선 (동탄치동천로)              | 화성시                                           | 동탄동                                            | 국가지원지방도 제23호선 구간                               |
| 고매1교                    |                                                     | 화성시                                           | 동탄동                                            | 국가지원지방도 제23호선 구간                               |
| 용인시                     | 기흥구                                              |                                                  |                                                   | 국가지원지방도 제23호선 구간                               |
| 용인시                     | 기흥구                                              | (터널 명칭 미상)                                 |                                                   | 국가지원지방도 제23호선 구간 상행 연장 730m 하행 연장 745m |
| 용인시                     | 기흥구                                              | 고매2교                                          |                                                   | 국가지원지방도 제23호선 구간                               |
| 용인시                     | 기흥구                                              | 고매 교차로                                      | 고매로                                            | 국가지원지방도 제23호선 구간                               |
| 용인시                     | 기흥구                                              | 공세1교                                          | 탑실로                                            | 국가지원지방도 제23호선 구간 상행 진입만 가능              |
| 용인시                     | 기흥구                                              | 공세2교                                          |                                                   | 국가지원지방도 제23호선 구간                               |
| 용인시                     | 기흥구                                              | 한보라마을입구 교차로                            | 지방도 제317호선 (동탄기흥로) 한보라2로           | 국가지원지방도 제23호선 구간 상행 진출 불가 하행 진입 불가 |
| 용인시                     | 기흥구                                              | 보라횡단교삼거리                                 | 지방도 제315호선 (보라하갈로)                     | 국가지원지방도 제23호선 구간 지방도 제315호선 구간         |
| 용인시                     | 기흥구                                              | 현대모닝사이드삼거리                             | 한보라1로64번길                                   | 국가지원지방도 제23호선 구간 지방도 제315호선 구간         |
| 용인시                     | 기흥구                                              | 보라교                                           |                                                   | 국가지원지방도 제23호선 구간 지방도 제315호선 구간         |
| 용인시                     | 기흥구                                              | 보라교사거리                                     | 지방도 제315호선 (사은로) 용구대로1855번길        | 국가지원지방도 제23호선 구간 지방도 제315호선 구간         |
| 용인시                     | 기흥구                                              | 민속촌입구                                       | 민속촌로                                          | 국가지원지방도 제23호선 구간                               |
| 용인시                     | 기흥구                                              | 통미마을삼거리                                   | 용구대로1855번길                                  | 국가지원지방도 제23호선 구간                               |
| 용인시                     | 기흥구                                              | 아모레퍼시픽삼거리                               |                                                   | 국가지원지방도 제23호선 구간                               |
| 용인시                     | 기흥구                                              | 금화마을입구삼거리                               | 금화로                                            | 국가지원지방도 제23호선 구간                               |
| 용인시                     | 기흥구                                              | 보라초등학교앞삼거리                             | 금화로105번길                                     | 국가지원지방도 제23호선 구간                               |
| 용인시                     | 기흥구                                              | 상갈 교차로 (상갈육교)                           | 국가지원지방도 제23호선 (신갈로) 금화로           | 국가지원지방도 제23호선 구간 상갈육교 상행 통행만 가능     |
| 용인시                     | 기흥구                                              | 신갈제2고가차도                                  | 국도 제42호선 국가지원지방도 제98호선 (중부대로)  | 하행 진출만 가능                                           |
| 용인시                     | 기흥구                                              | 신갈교입구사거리                                 | 신정로 신갈로57번길                               |                                                            |
| 용인시                     | 기흥구                                              | 신갈중학교입구사거리                             | 국가지원지방도 제23호선 (신갈로) 용구대로2152번길 | 국가지원지방도 제23호선 구간                               |
| 용인시                     | 기흥구                                              | 신안아파트사거리                                 | 관곡로 흥덕4로                                    | 국가지원지방도 제23호선 구간                               |
| 용인시                     | 기흥구                                              | 풍림아파트삼거리                                 | 용구대로2211번길                                  | 국가지원지방도 제23호선 구간                               |
| 용인시                     | 기흥구                                              | 용인운전면허시험장사거리                         | 기흥로                                            | 국가지원지방도 제23호선 구간                               |
| 용인시                     | 기흥구                                              | 수원국도유지삼거리                               | 용구대로2291번길                                  | 국가지원지방도 제23호선 구간                               |
| 용인시                     | 기흥구                                              | 구성사거리                                       | 석성로                                            | 국가지원지방도 제23호선 구간                               |
| 용인시                     | 기흥구                                              | 삼거교                                           |                                                   | 국가지원지방도 제23호선 구간                               |
| 용인시                     | 기흥구                                              | 마북삼거리                                       | 구성로                                            | 국가지원지방도 제23호선 구간                               |
| 용인시                     | 기흥구                                              | 삼성래미안입구삼거리                             | 용구대로2394번길                                  | 국가지원지방도 제23호선 구간                               |
| 용인시                     | 기흥구                                              | 연원마을삼거리                                   | 연원로                                            | 국가지원지방도 제23호선 구간                               |
| 용인시                     | 기흥구                                              | 그린주유소앞삼거리                               | 용구대로2325번길                                  | 국가지원지방도 제23호선 구간                               |
| 용인시                     | 기흥구                                              | 금호베스트빌삼거리                               |                                                   | 국가지원지방도 제23호선 구간                               |
| 용인시                     | 기흥구                                              | 구성이마트삼거리                                 | 구교동로                                          | 국가지원지방도 제23호선 구간                               |
| 용인시                     | 기흥구                                              | 보정 교차로                                      | 용구대로2469번길 (분당수서로 연결도로)            | 국가지원지방도 제23호선 구간                               |
| 용인시                     | 기흥구                                              | 보정교                                           |                                                   | 국가지원지방도 제23호선 구간                               |
| 용인시                     | 기흥구                                              | 신촌마을앞삼거리 (동아고가교)                    | 용구대로2518번길                                  | 국가지원지방도 제23호선 구간                               |
| 용인시                     | 기흥구                                              | 보정역                                           | 보정로                                            | 국가지원지방도 제23호선 구간                               |
| 용인시                     | 기흥구                                              | 죽현 교차로                                      | 죽전로                                            | 국가지원지방도 제23호선 구간                               |
| 용인시                     | 기흥구                                              | 독정교                                           |                                                   | 국가지원지방도 제23호선 구간                               |
| 용인시                     | 기흥구                                              | (교량 명칭 미상)                                 |                                                   | 국가지원지방도 제23호선 구간                               |
| 용인시                     | 수지구                                              |                                                  |                                                   | 국가지원지방도 제23호선 구간                               |
| 용인시                     | 죽전사거리 (죽전고가차도)                           | 국도 제43호선 국가지원지방도 제23호선 (포은대로) |                                                   | 국가지원지방도 제23호선 구간                               |
| 용인시                     | 동성1차아파트삼거리                                 |                                                  |                                                   |                                                            |
| 용인시                     | 죽전성당앞사거리                                    | 현암로 용구대로2753번길                          |                                                   |                                                            |
| 용인시                     | 죽전중고교앞사거리                                  | 용구대로2771번길 용구대로2772번길                |                                                   |                                                            |
| 농수산물센터사거리         | 분당수서로 탄천상로                                 | 성남시                                           | 분당구                                            |                                                            |
| 성남대로와 직결            |                                                     |                                                  |                                                   |                                                            |

## 주요 건물 및 시설
- 보정역 (경기도 용인시 기흥구 용구대로 지하2560)
- 이마트트레이더스 구성점 (경기도 용인시 기흥구 용구대로 2457)
- 경기도여성능력개발센터 (경기도 용인시 기흥구 용구대로 2309)
- 용인운전면허시험장 (경기도 용인시 기흥구 용구대로 2267)
- 아모레퍼시픽 (경기도 용인시 기흥구 용구대로 1920)
- 콜렉티드아울렛 (경기도 용인시 수지구 용구대로 2725)